# Ischnogasteroides
Ischnogasteroides (лат.) — род одиночных ос (Eumeninae).

## Описание
От близких родов ос отличается следующими признаками: тергит I стеблевидный, длиннее торакса, параллельносторонний в дорсальном виде. Вершина клипеуса вогнута. Тергит II сзади не вдавлен. Мезоплевры без заднего киля. Аксиллярная ямка широкая. Самки без цефалической ямки. Тергит I не более чем в 0,5 раза шире тергита II в дорсальном виде. Средние голени с одной шпорой. Переднее крыло с первой и второй возвратными жилками, исходящими в субмаргинальной ячейке II.

## Классификация
В мировой фауне известно 8 видов. Палеарктика, Афротропика.
- Ischnogasteroides annae (Kostylev, 1939)
- Ischnogasteroides carinatus (Kostylev, 1939)
- Ischnogasteroides flavus Magretti, 1884
- Ischnogasteroides gracillimus (Giordani Soika, 1941)
- Ischnogasteroides leptogaster (Walker, 1871)
- Ischnogasteroides picteti (Saussure, 1852)
- Ischnogasteroides tenuissimus (Giordani Soika, 1941)
- Ischnogasteroides zarudnyi (Kostylev, 1939)